# Rumy Károly György
Rumi és rábadoroszlói Rumy Károly György (németül Karl Georg Rumy, Igló (Szepes vármegye), 1780. november 18. – Esztergom, 1847. április 5.) magyar bölcseleti doktor, több megye táblabírája, jogtanár, evangélikus lelkész, író, irodalomtörténész, mezőgazdász, polihisztor.

## Életpályája
Családjának eredete bizonytalan: Nagy Iván Magyarország családai című művében ezt írja a Rumy családról szóló fejezet végén: "Megjegyzendő még, hogy Rumy György Károly e század első felében hazánk egyik érdemes tudósa szintén a családból igényli származását; mit azonban valamint állitani, úgy tagadni is adatok hiányában körömön kivül fekszik. Nevezett tudós Szepes megyében Iglón született 1780. nov. 18-án, atyja János ott kereskedő s ágostai vallású volt; s életirata szerint koronai s bányavárosi kamarás Vas megyei nemes családból származott, honnan nagyatyja kiköltözött. Iskolai pályája bevégeztével, melyet a külföldi egyetemek hallgatásával végzett be, tanári, sőt papi pályán is működött az evang. intézetekben többhelyen, 1816-tól Karloviczon e görög nem egyesültek lyceumában igazgató volt. Tanitott Keszthelyen is a Georgiconban. Végre 1824-ben a kath. vallásra tért át, és 1828. óta az esztergami presbyteriumban jogtanár lett, s az volt haláláig 1847. april. 9-kig. Sokat irt magyar s német folyóiratokban. Ő adta ki a „Monumenta hungaricá”-t három kötetben. Maga után szép könyvtárt, mely eladatott, s kéziratgyűjteményt hagyott, mely főleg magyar bibliographiai s biographiai tekintetben nevezetes volt. Fia maradt Gusztáv Gyula."
A fennmaradt anyakönyvi bejegyzés szerint apja Rumi Joannes Georgius kereskedő, édesanyja, Anna Susanna Holtzkampf volt. Nagyapja, a kőszegi születésű Rumy Sámuel (†1761), evangélikus lelkész, aki a Türingiai Egyetemen tanult, majd 9 évig a Selmeci Akadémia rektora volt.
Rumy 1794-től 1799-ig a késmárki evangélikus líceumban tanult; tanárai a héber nyelv elemeinek oktatásával is megbízták. Tanárai közül legnagyobb hatással volt reá Genersich János, aki irányt adott tanulmányainak és irodalmi tevékenységre buzdította. Amikor 1799-ben Debrecenbe küldték a református kollégiumba, még nem tudott magyarul; de rövid idő alatt annyira elsajátította a magyar nyelvet, hogy már magyar prédikációkat is tarthatott. 1800-ban a göttingeni egyetemre iratkozott be, ahol két és fél évig tanult. Szabad idejét kirándulásokra szentelte, így ment Wolfenbüttelbe, ahol a könyvtárt kutatta és több ismeretlen magyar kéziratot fedezett fel. 1802-ben már kezdett szaklapokba írni. 1803-ban Késmárkon telepedett meg, ahol Podkonitzky rektor nevelőintézetében a mennyiségtan és német filológia tanítására vállalkozott. 1805-ben Teschenbe ment gimnáziumi segédtanárnak, ahol a görög, latin, német nyelvészet és irodalom, francia nyelvészet, történelem és földrajz tanára volt. Ide írta hozzá Kazinczy Ferenc első levelét (1807. április 8.), akivel aztán szoros barátságot tartott Kazinczy haláláig; a mint a Nemzeti Újság (1846. 207. sz.) írja, Rumy Kazinczytól majd ezer levelet kapott. Irodalmunkat a külföldi sajtóban ismertette. Teschenben sem maradt sok ideig, bolyongó természete hol ide, hol oda hajtotta őt. 1807. április 24-én Iglóra hívták meg, hogy ott 250 forint évi fizetés mellett az evangélikus líceumban tanítson, ahol július 23-án foglalta el székét. Neje (Mitterer Vilhelmina) halála után 1808-ban Lőcsére nyert meghivást az evangélikus líceumba 150 forintos évi fizetéssel. Innen azonban azon év július 17-én a szomolnoki evangélikus német lelkészi állásra ment. 1809-ben a wittenbergi egyetem bölcseleti doktorrá és a szépművészetek magiszterévé tette, 1810-ben pedig a jénai mineralógiai társaság kültagja lett. 1810-ben meghivták a soproni evangélikus líceumba a filozófia és történelem tanítására; itt 700, majd 940 forint fizetése volt és tanári működése mellett több német családnál a magyar nyelvet is tanította. 1813-ban Festetics György gróf a keszthelyi Georgikonba hívta meg tanárnak, ahol már 1000 forint fizetéséből megnövekedett családjával elég tisztességesen élhetett. A gazdászatot és jószágigazgatást november elejétől tanította, azonban enciklopédikus tudományánál fogva később a vegytant és természetrajzot is magára vállalta. Itt halt meg második neje (Zapf Dorottya); ezután nemsokára feleségül vette Sopronból Müller Zsófiát. 1816-ban archon és a grófi líceum igazgatója lett; de még ezen év március 4-én Asboth János jószágigazgatóval történt összezördülése miatt el kellett hagynia az intézetet és októberben a karlócai líceumnál vállalt igazgatótanári állást 850 forint évi fizetéssel. Öt esztendeig tanította a szerb ifjúságot és vezetése alatt jó hírnévnek örvendett a líceum. 1815-ben a prágai és bécsi császári és királyi gazdasági társaság tiszteleti és levelező tagjául választotta. 1821-ben a Pozsonyi Evangélikus Líceum másodrektorává választották, de 1824. augusztus 23-án ezen állását elhagyta, és Bécsbe ment, ahol az év november 11-én a katolikus vallásra tért át (lányai 1829. augusztus 15-én Esztergomban követték atyjuk példáját). 1828 őszén Rudnay Sándor hercegprímás Esztergomban a magyar jog és statisztika tanárává tette, mely állását haláláig vitte. Meghalt 1847-ben, nejére (aki budai közkórházban hunyt el) és öt gyermekére könyvtárán kívül semmit sem hagyott. Könyvtára is, mely becses munkákat foglalt magában, halála után nagyrészt elkallódott; könyvtárának katalogusát Beimel esztergomi könyvkereskedő 1851-ben kinyomtatta; ebben könyveinek száma 1941, kézirata pedig 150 volt; azon év november 24-én árvereztették el; alig gyűlt be egy pár száz forint az eladásából. «Gyűjtött volna inkább kopott czipőket vagy tyúkszemeket híres tánczosnők lábairól, úgy örökösei most szép jövedelemhez jutnának» írta Nagy Ignác a Hölgyfutárban (1851. 293. sz.). Rumy sírja fölé, születésének százados évfordulója alkalmából, 1880-ban Majer István választott püspök és esztergomi kanonok emeltetett emléket. (Fia, Rumy Gyula Ágost, könyöradományokból élt; mint utcai kolduspoéta német verseket írt és nyomatott Esztergomban, ahol 1892 márciusában meghalt. Egy füzetet is adott ki atyjáról: Trauriges Loos einiger Genies. Zum Trost für manche verkannte. Gran. 1851.).
Magyar hírlapok és folyóiratok, melyekbe többnyire Magyarországra vonatkozású cikkeket írt: Hazai és Külföldi Tudósítások (1806-1841); Hasznos Mulatságok (1806-1841); Magyar Gazda (1810-14), Magyar Kurír (1810-14, Erdélyi Muzeum (1814-18), Nemzeti Gazda (1814-17), Tudományos Gyűjtemény (1817-1840), Koszorú (1817-40), Egyházi Értekezések és Tudósítások (1821-24), Szép Literatura (1823-1825), Felső Magyarországi Minerva (1825-1836), Sas (1831-33), Jelenkor (1833-43), Társalkodó (1833-1843, Szemlélő (1833), Nemzeti Ujság (1834-47), Hirnök (1837-41), Századunk (1837-45), ez utóbbi két lapban 1837. II. felében 202 cikke jelent meg), Szion (1838-40), Hetilapok (Eger, 1838), Világ (1841), Religió és Nevelés (1841), Mult és Jelen (1841), Magyar Gazda (1842-45), Protestáns Egyházi és Iskolai lap (1842), Pesti Hírlap (1845-46), Ipar és Kereskedési Mercur (1843-1845) és Hetilap (1845-47); ezeken kívül írt 120 hazai és külföldi idegen nyelvű hírlapba és folyóiratba (ezek címét Kőrösy László, Rumy élete c. munkája 92-96. és 98. lapokon felsorolja); a bécsi Wanderer 1824-1835. évfolyamaiban 1470 cikke jelent meg. Összesen mintegy közel 100 ezer cikket és értekezést írt. Munkatársa volt az Ersch és Gruber Encyclopädiájának, Sartori bécsi Realencyclopädiájának és Pierer Universal-Lexikonának.
Cikkei közül a Zeitschrift von und für Ungernben (VI. 1804. Beitrag zu einem Idiotikon der sogenannten gründnerischen deutschen Zipser-Sprache); a tudományos Gyűjteményben (1817. VI. Históriai vizsgálódások a góthok és vélemények a góthok, scythák, bolgárok és magyarok eredetéről, 1824. IX. Töredék Benkő József az Erdély históriája írójának magyar nyelven találtató kézírásairól írt értekezéséből, 1834. V. A Zavolch és Talmich nemzetről, VII. Bél Mátyás véleménye a Cumanusokról és Jazygesekről); a Felső-magyarországi Minervában (1825. II. Rozsnyai Dávidnak emlékezete, 1826. VIII. egy nevezetes magyar régiség és ritkaság: szent István erszénye, 1835-36. I. Német költés Magyarországban); Kritikai Lapok (II. 1883. Patriotische Rüge); a Hetilapban (II. 1847. Bányászati kép) stb.
Arcképei: rézmetszet, rajz. Donát 1818. Pesten, metszette Neidl 1819. Bécsben és kőnyomat Barabástól 1844-ben Pesten.

## Művei
- Elegie am Grabe der zu früh verblichenen Jungfrau Eleonore Rumy. Kassa, 1803
- Musen-Almanach von und für Ungarn. Lőcse, 1807
- Populäres Lehrbuch der Oeconomie, mit besonderer Rücksicht auf die Bedürfnisse Oesterreichs und Ungarns, und auf den Zustand der Landwirthschaft im österreichischen Kaiserthum. Bécs, 1808. két kötet
- Georgraphisch-statistisches Wörterbuch des österreichischen Kaiserstaates… Mit einer karte. uo, 1809
- Theoretischpraktische Anleitung zum deutschen prosaischen Styl. uo, 1813
- Erdei instructio… 1813
- Agricolae experimentatores prudentes et circumspecti. Oratio inauguralis dicta in Georgico Keszthelyiensi die 5. Nov. 1813. Sopron, 1814
- Von der jetzigen Beschaffenheit des Georgikons zu Keszthely und den Mittein, dassetbe dem Zwecke landwirtschaftlicher Institute überhaupt näher zu bringen. Eine Bewillkommungsrede an die Theilnehmer des ökonomischen Besuches des Georgikons zu Keszthely am 20. May 1814. uo, 1814
- Bewillkommungsrede an die Theilnehmer des ökonomischen Besuches im Georgicon zu Keszthely am 20. May 1815. nebst Erörterung der Frage, wie die Bosoldung der ökonomischen Beamten... so einzurichten sei, dass dieselben mit dem vortheile des Eigenthümers in Interesse und Verhältniss stehen? uo, 1815
- Monumenta hungarica, azaz Magyar emlékezetes írások. Összeszedte és kiadta. I. kötet. Pest, 1815, 2. megjobbitott és Kazinczy Ferencz előbeszédjével megbővített kiadás. Uo. 1816. II. és III. kötet. Uo. 1817
- Gemeinnützige ökonomisch-technische Belehrungen für Haushaltungen in Städten und auf dem Lande. Uo. 1816. Két kötet.
- Das Ganze der Brantweinbrennerei und Liqueurfabrikation. Graz, 1818
- Das Wunderkabinet. Uo. 1818 (Névtelenül)
- Tropologia et schematologia practica seu exemplaris, quam instar speciminis rhetoricae exemplaris edidit. Prága, 1819. Szerző arcképe
- Über Horazen's V. Satyre. Bécs, 1822
- Conspecturs examinis publici semestralis primi anni Schol. 1824. in classe syntaxistarum lycei evang. a. c. Posoniensis actusque declamatorii ab iisdem die 26. Martii instituendi. Accedit commentatio in orationem M. T. Ciceronis pro Marco Coelio Rufo, maecenatibus, fautoribus et amicis xenii loco oblata crisique philologorum in Hungaria et Germania exhibita. Posony, 1824
- Anleitung zum Bierbrauen. Mit einer populären Theorie der Gährung. Wien, 1826
- Jubileum vener. presbyterii Strigoniensis de evectione ad purpuram R Romanam Em. ac Rev. Dni principis Alexandri a Rudna... presbyteri cardinalis etc. dum hac dignitate Viennae inauguratus Felix Strigonium rediret mense Januario 1829. Esztergom
- Parentatio qua piis manibus Emin. quondam Cels. ac Rev. principis Alexandri a Rudna, metrop. ecclesiae Strigoniensis archiepiscopi, occasione exequiarum die 26. Octobris 1831. justa persolvit. Uo.
- Gallerie ausgewählter Porträte der merkwürdigsten Zeitgenossen, sammt Text. Buda, 1831.
- Ujonnan felfedezett módja a lóetetésnek széna nélkül és igen kevés zabbal. Vagy mikép lehet 30 lónak tartásánál 9600 frt, azaz minden lónál 300 frtot esztendőn által megkimélni. Kassa, 1835. (Névtelenül. Németül. uo, 1835. 2. kiadás. uo, 1836)
- Verzeichniss und Beschreibung der Carpatischen Blättersch wämme im Zipser Comitat. Kassa, 1834.
- Neue Bauart mit hohlen Quaderziegeln. Pest, 1841

Levelei, melyeket németül írt Kazinczyhoz, kiadattak a Kazinczy Ferencz Levelezése VI-XV. köteteiben.
Kézirat hagyatékában mintegy 280 munkája volt, melyeket három zsákban tartott (ezek jegyzékét Kőrösy László közli Rumy élete c. munkájában 105-120. lap); találtak még hozzá írt 8990 levelet (R. körülbelül 60 000 levelet írt); a Magyar Királyi Tudományos Akademia levéltarában 3216 darab, többnyire hozzá írt levél van (ezek jegyzékét is közli Kőrösy); ezeket kéziratának egy részével együtt Toldy Ferenc szerezte meg Rumy özvegyétől. A Magyar Nemzeti Múzeumban is van 61 kézirati munkája (Nekrologe über verstorbene Ungarn 1818-1837., Literarische Notizen 1801-37. ívrét hét füzet; Chronik der Lehranstalten in Ungarn 1818-22., ívrét 33 lap sat.).

## Álnevei és jegyei
Adiaphoros, Alföldy, Drogutin, Aus Gran in Ungarn, Aus G-n, Karl u, m, r, y, z, w, -u-, xyz, XYZ, **, 20, 25, 26, 18, 36, 45, 48 sat.